# George Hilaro Barlow
George Hilaro Barlow, 1.º Baronete, GCB (Covent Garden, 20 de janeiro de 1763 – Londres, 18 de dezembro de 1846) serviu como governador-geral interino da Índia britânica desde a morte do Marquês Cornwallis em 1805 até a chegada do Conde de Minto em 1807.

## Carreira

### Presidência de Bengala
George era o quarto filho de William Barlow, de Bath, e irmão mais novo do almirante Robert Barlow, GCB. Ele foi nomeado para o serviço público de Bengala em 1778 e chegou a Calcutá no ano seguinte. Logo após de sua chegada, foi nomeado assistente de Thomas Law, o coletar de impostos de Gaia e um dos servidores públicos mais competentes da Índia. Com a ajuda de St. George Tucker e Robert Barlow, Law conseguiu transformar Gaia do mais miserável no mais próspero distrito de Bengala, encorajando a estabilidade da posse e observando leis econômicas simples. Em 1787, o governador-geral, Marquês Cornwallis, que estava encantado com a prosperidade de Gaia, enviou Barlow para investigar as manufaturas e o comércio de Benares e, no ano seguinte, tornou-o subsecretário do governo no departamento da receita. Nesse departamento, era seu dever levar a cabo o famoso "Permanent Settlement" de Bengala, que transformou a base de tributação e posse da terra para os nativos da Índia, enquanto tentava estabelecer uma base de receita segura para a Companhia Britânica das Índias Orientais e, assim ele foi colocado em contato próximo com John Shore, depois Barão de Teignmouth, um membro do conselho supremo, e com o Marquês Cornwallis. Esta grande medida foi concebida por Cornwallis, elaborada por Shore e executada por Barlow. Quer a medida fosse boa ou não, as principais pessoas envolvidas ganharam muita reputação e fizeram amizade calorosa entre si.
Quando Shore sucedeu Cornwallis como governador-geral, ele renovou sua amizade com Barlow e, em 1796, tornou-o secretário-chefe do governo. Sob a administração do Marquês Wellesley, que sucedeu John Shore, Barlow continuou a ser secretário-chefe até se tornar membro do conselho supremo em 1801. Ele se tornou tão indispensável para Wellesley quanto havia sido para Cornwallis, apoiou sua política externa e foi em 1802 nomeado governador-geral interino, e em 1803 criou um baronete. Em julho de 1805, Cornwallis sucedeu Wellesley e, com sua morte, em outubro, George Barlow o sucedeu temporariamente. Sua política neste período foi frequentemente e injustamente censurada, porque ele não continuou o comportamento agressivo do Marquês Wellesley. Ele simplesmente continuou a política de Cornwallis, tanto em assuntos internos quanto externos, e fez da economia e da paz seus principais objetivos. Toda a questão de sua política é habilmente discutida em um artigo de Barão Metcalfe, e sua conclusão é que Barlow tinha uma visão estreita e contraída das coisas, um julgamento natural de um aluno do Marquês Wellesley.
A nomeação de George Barlow foi confirmada pela corte de diretores, mas o governo Whig recusou-se a consentir e nomeou o Conde de Lauderdale em seu lugar. A disputa terminou com o sacrifício de ambos, e o Conde de Minto finalmente chegou a Calcutá em julho de 1807, quando George Barlow estava no poder há quase dois anos. Seu governo não foi brilhante, mas foi justo e financeiramente próspero, embora tivesse apoiado a política de Wellesley de estender o poder britânico, ele continuou a política de neutralidade e conciliação de Cornwallis com os Estados nativos, fazendo concessões a Sindia e Holkar e anulando tratados de proteção com chefes em Rajputana. Para compensá-lo por sua substituição, o rei enviou a Barlow, através do Conde de Minto, a insígnia da Ordem do Banho (KB) em outubro de 1806, e ele foi nomeado logo depois governador de Madras.

### Presidência de Madras

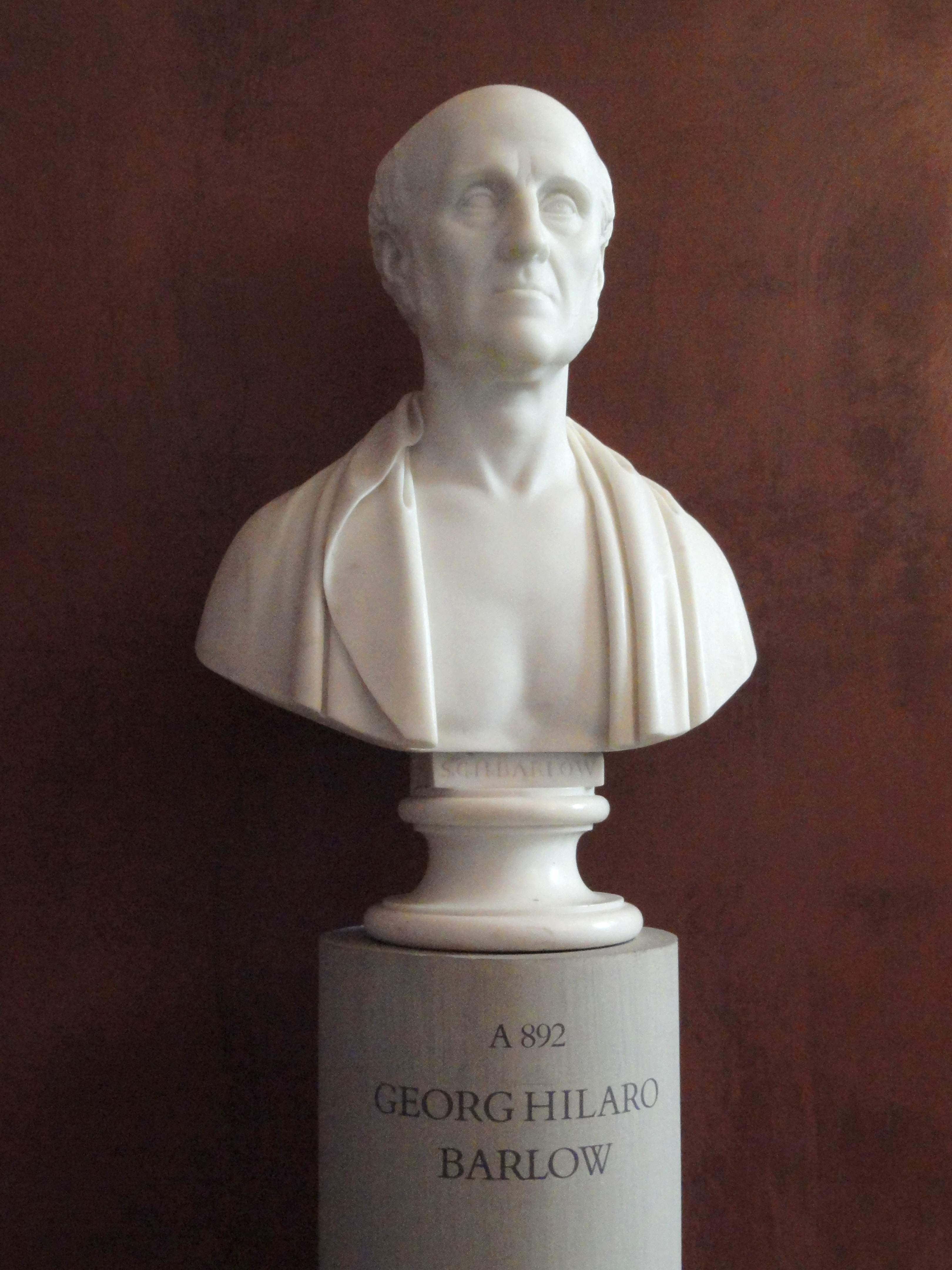
Busto de Georg Hilaro Barlow por Bertel Thorvaldsen no Museu Thorvaldsen, Copenhague, Dinamarca

Ele chegou a Madras em dezembro de 1807 e assumiu o governo de William Bentinck. Aboliu o sistema de receita comumente conhecido como sistema Ryotwari, introduzido por Alexander Read e Thomas Munro, e substituiu um sistema de aluguéis para intermediários, que foi abandonado alguns anos depois. Pelas suas maneiras repelentes, ele começou por colocar todos contra ele, e então brigou com os chefes, tanto do exército quanto do funcionalismo público. Sobre a questão de um contrato de grãos, ele discutiu com o Sr. Sherson, e imediatamente depois com os Srs. Roebuck e Petrie. Mas sua briga mais séria foi com o exército. Em busca de economia, seu predecessor decidira, em conformidade com as instruções de casa, abolir uma mesada mensal para os oficiais comandantes, chamada de contrato-barraca, e Barlow executou a intenção. O tenente-coronel Munro, intendente geral, foi culpado pelos oficiais pela ação de Barlow e colocado sob prisão pelo comandante-chefe, o tenente-general Hay Macdowall. O general foi declarado demitido por Barlow, e o ajudante-geral e vice-ajudante-geral, coronel Capper e o major Boles, colocados sob prisão. Outros oficiais foram suspensos logo depois por preparar um memorial ao governo supremo. Então eclodiu um motim universal. Os oficiais em todos os lugares combinados; em Masulipatão e Seringapatão foram feitos preparativos para marchar sobre Madras, e em Jalna a marcha foi iniciada. Em Seringapatão houve um confronto entre os regimentos nativos e as tropas do rei, na qual 150 vidas foram perdidas. George Barlow não mostrou intenção de ceder, mas dependeu dos oficiais do rei e dos próprios sipaios contra os oficiais da Companhia Britânica das Índias Orientais. Malcolm e Close primeiro tentaram reconciliar os oficiais e, finalmente, o Conde de Minto, em pessoa, completou a reconciliação. Os oficiais tiveram que ceder; muitos foram dispensados e vários outros punidos levemente.

## Últimos anos
A disputa quase não afetou a reputação de George Barlow; ele demonstrara grande falta de tato, mas muita coragem. O rei queria torná-lo um nobre e a Companhia lhe conceder uma grande renda. Mas os oficiais que voltaram para casa encheram Londres de panfletos hostis e, em 1812, ele foi chamado de volta, e só lhe foi concedida a anuidade usual de 1 500 libras por ano. Ele foi feito Cavaleiro grã-cruz (GCB) em 1815. Viveu aposentado até sua morte em 18 de dezembro de 1846, em Farnham, Surrey. George Barlow era manifestamente um homem capaz e um bom servidor, mas falhou totalmente quando colocado em um governo durante uma crise.
Barlow foi retratado em um busto por Bertel Thorvaldsen quando visitou o escultor em Roma na primavera de 1828.

## Leituras adicionais[4]
- Para sua juventude, veja Brief Sketch of the Services of Sir G. Barlow, Londres, 1811; consulte também Cornwallis Despatches, a Life of Lord Teignmouth e os Wellesley Despatches.
- Veja sua política como governador-geral nas seleções dos documentos de Lord Metcalfe, por Kaye, Londres, 1848, pp. 1-11.
- Para o motim em Madras, consulte o Asiatic Annual Register for 1809 e um artigo no Quarterly Review, vol. v., e também Lord Minto in India, por Lady Minto, cap. ix.
- O melhor dos inúmeros panfletos é citado no artigo da Quarterly Review.